# Filopimin Finos
Filopimin Finos (in greco: Φιλοποίμην Φίνος) (Locride, 1º settembre 1908 – Atene, 26 gennaio 1977) è stato un produttore cinematografico greco, fondatore e proprietario di Finos Film.

## Biografia
Nel 1939, nella villa paterna alla periferia di Atene, realizza i suoi studi e la sua casa di produzione, la Finos Film (fondata nel 1942). Ha poi girato il suo unico film da regista: To Tragoudi tou chorismou. Il primo film che produsse fu nel 1943 I foni tis kardias (La voce del cuore).